# Roman Dostál
Roman Dostál, né le 13 juillet 1970 à Ústí nad Orlicí, est un biathlète tchèque, champion du monde de l'individuel en 2005.

## Carrière
Il commence sa carrière internationale en équipe de Tchécoslovaquie lors de la saison 1990-1991, participant aux Championnats du monde. Il émerge vers les hauteurs du classement durant la saison 1994-1995 de Coupe du monde, où il marque ses premiers points à Bad Gastein (9e) et obtient avec la Tchéquie la médaille d'argent sur la course par équipes aux Championnats du monde. Finalement, après avoir été trois fois remplaçant, Dostal obtient sa première sélection pour les Jeux olympiques en 2002, où il décroche notamment une cinquième place avec le relais tchèque.
Aux Championnats du monde 2003, il termine au cinquième rang de la mass start, son meilleur résultat individuel jusque là.
En 2005, il devient champion du monde de l'individuel à la surprise générale, et ainsi par la même occasion le premier Tchèque à réaliser cette performance. L'hiver suivant, il monte sur un deuxième podium à l'issue de la mass start disputée à Holmenkollen et participe aux Jeux olympiques de Turin, où son meilleur résultat individuel est 23e (départ groupé).
Afin de participer une troisième et dernière fois aux Jeux olympiques en 2010, il retarde d'un an sa retraite sportive sportive. Une dixième place sur l'individuel d'Antholz lui assure la qualification olympique.
Depuis, Dostal a tenu un rôle de commentateur à la télévision tchèque.

## Palmarès

### Jeux olympiques
| Épreuve / Édition | Salt Lake City 2002 | Turin 2006 | Vancouver 2010 |
| Individuel        | 35e                 | 30e        | 35e            |
| Sprint            | 34e                 | 42e        |                |
| Poursuite         | 44e                 | 29e        |                |
| Mass start        |                     | 23e        |                |
| Relais            | 5e                  | 6e         | 7e             |

### Championnats du monde
| Nat.            | Mondiaux \ Épreuve          | Individuel           | Sprint         | Poursuite                        | Mass start                       | Relais         | Courses par équipes              | Relais mixte                     |
| Tchécoslovaquie | 1991 Lahti                  | 32e                  | 45e            | Épreuve inexistante à cette date | Épreuve inexistante à cette date | -              | -                                | Épreuve inexistante à cette date |
| Tchécoslovaquie | 1992 Novossibirsk           | JO Albertville       | JO Albertville | Épreuve inexistante à cette date | Épreuve inexistante à cette date | JO Albertville | 11e                              | Épreuve inexistante à cette date |
| Tchéquie        | 1995 Antholz                | -                    | 64e            | Épreuve inexistante à cette date | Épreuve inexistante à cette date | -              | Médaille d'argent, monde         | Épreuve inexistante à cette date |
| Tchéquie        | 1996 Ruhpolding             | 27e                  | 22e            | Épreuve inexistante à cette date | Épreuve inexistante à cette date | 12e            | -                                | Épreuve inexistante à cette date |
| Tchéquie        | 1997 Brezno                 | 71e                  | 72e            | -                                | Épreuve inexistante à cette date | -              | 9e                               | Épreuve inexistante à cette date |
| Tchéquie        | 1999 Kontiolahti / Oslo     | DNS                  | -              | -                                | -                                | 15e            | Épreuve inexistante à cette date | Épreuve inexistante à cette date |
| Tchéquie        | 2000 Holmenkollen / Lahti   | 57e                  | 74e            | -                                | -                                | 7e             | Épreuve inexistante à cette date | Épreuve inexistante à cette date |
| Tchéquie        | 2001 Pokljuka               |                      | 48e            | 45e                              | -                                | 14e            | Épreuve inexistante à cette date | Épreuve inexistante à cette date |
| Tchéquie        | 2003 Khanty-Mansiïsk        | 24e                  | 13e            | 23e                              | 5e                               | 6e             | Épreuve inexistante à cette date | Épreuve inexistante à cette date |
| Tchéquie        | 2004 Oberhof                | 13e                  | 38e            | 20e                              | 13e                              | 8e             | Épreuve inexistante à cette date | Épreuve inexistante à cette date |
| Tchéquie        | 2005 Hochfilzen / Khanty-M. | Médaille d'or, monde | 28e            | 15e                              | 12e                              | 11e            | Épreuve inexistante à cette date | 4e                               |
| Tchéquie        | 2006 Pokljuka               | JO Turin             | JO Turin       | JO Turin                         | JO Turin                         | JO Turin       | Épreuve inexistante à cette date | 17e                              |
| Tchéquie        | 2007 Antholz                | -                    | 50e            | 40e                              | -                                | 5e             | Épreuve inexistante à cette date | -                                |
| Tchéquie        | 2008 Östersund              | 53e                  | 36e            | 33e                              | -                                | -              | Épreuve inexistante à cette date | -                                |
| Tchéquie        | 2009 Pyeongchang            | 15e                  | -              | -                                | -                                | 10e            | Épreuve inexistante à cette date | 17e                              |

### Coupe du monde
- Meilleur classement général : 23e en 2006.
- 2 podiums individuels : 1 victoire et 1 deuxième place[4].
- 2 podiums en relais : 1 deuxième place et 1 troisième place.

#### Détail des victoires
| Saison / Épreuve | Individuel                | Sprint | Poursuite | Mass Start | Total |
| 2004-2005        | Hochfilzen (Ch. du monde) |        |           |            | 1     |
| Total            | 1                         | 0      | 0         | 0          | 1     |

#### Classements en Coupe du monde
| Saison    | Classement général final | Individuel | Sprint | Poursuite                        | Mass start                       |
| 1990-1991 | nc                       | nc         | nc     | Épreuve inexistante à cette date | Épreuve inexistante à cette date |
| 1991-1992 | nc                       | nc         | nc     | Épreuve inexistante à cette date | Épreuve inexistante à cette date |
| 1992-1993 | nc                       | nc         | nc     | Épreuve inexistante à cette date | Épreuve inexistante à cette date |
| 1993-1994 | nc                       | nc         | nc     | Épreuve inexistante à cette date | Épreuve inexistante à cette date |
| 1994-1995 | nc                       | nc         | nc     | Épreuve inexistante à cette date | Épreuve inexistante à cette date |
| 1995-1996 | 68e                      | -          | -      | Épreuve inexistante à cette date | Épreuve inexistante à cette date |
| 1996-1997 | nc                       | nc         | nc     |                                  | Épreuve inexistante à cette date |
| 1997-1998 | nc                       | nc         | nc     | nc                               | Épreuve inexistante à cette date |
| 1998-1999 | 55e                      | 28e        | nc     | nc                               |                                  |
| 1999-2000 | 43e                      | -          | -      | -                                |                                  |
| 2000-2001 | 45e                      | 44e        | 40e    | 44e                              |                                  |
| 2001-2002 | 40e                      | 54e        | 37e    | 31e                              |                                  |
| 2002-2003 | 38e                      | 18e        | 53e    | 44e                              | 25e                              |
| 2003-2004 | 42e                      | 27e        | 65e    | 32e                              | 32e                              |
| 2004-2005 | 37e                      | 17e        | 41e    | 51e                              | 33e                              |
| 2005-2006 | 23e                      | 22e        | 22e    | 33e                              | 11e                              |
| 2006-2007 | 49e                      | 47e        | 45e    | 48e                              |                                  |
| 2007-2008 | 75e                      | nc         | 62e    | nc                               |                                  |
| 2008-2009 | 57e                      | 30e        | 56e    | 67e                              |                                  |
| 2009-2010 | 77e                      | 38e        | nc     | nc                               |                                  |